# Ivans Bugajenkovs
Ivans Bugajenkovs   (Kumylzhensky District, 18 de febrer de 1938) és un ex-jugador de voleibol letó que va competir sota bandera soviètica durant la dècada de 1960.
El 1964 va prendre part en els Jocs Olímpics de Tòquio, on guanyà la medalla d'or en la competició de voleibol. Quatre anys més tard, als Jocs de Ciutat de Mèxic, revalidà la medalla d'or en la mateixa competició. En el seu palmarès també destaquen dues medalles d'or (1960 i 1962) i una de bronze (1966) al Campionat del Món de voleibol, i una d'or (1967) i una de bronze (1963) al Campionat d'Europa. A nivell de clubs mai guanyà la lliga soviètica. Un cop retirat va exercir d'entrenador en diversos equips, entre els quals destaca la selecció de l'Iran. El 2009 fou inclòs al Volleyball Hall of Fame.